# Kareem Abdul-Jabbar Social Justice Champion Award

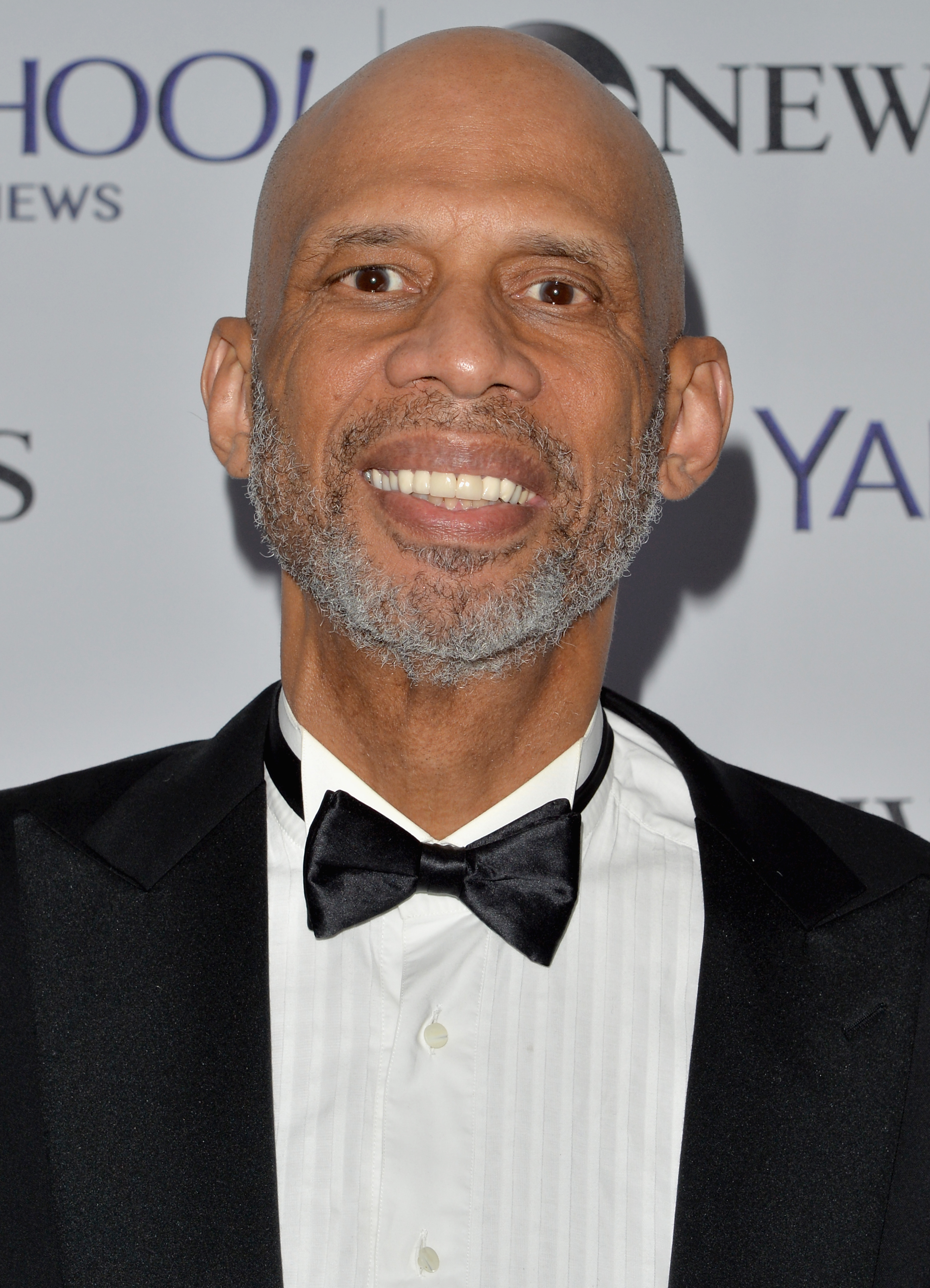
Kareem Abdul-Jabbar, porteur du nom du trophée.

Le Kareem Abdul-Jabbar Social Justice Champion Award est un prix annuel de la National Basketball Association (NBA) qui honore les joueurs qui militent dans la lutte pour la justice sociale. Le prix a été créé en 2021 et nommé en l’honneur de Kareem Abdul-Jabbar, sextuple champion NBA et dont l’implication dans les questions sociales remonte au mouvement des droits civiques. Les 30 équipes nomment un joueur de leur effectif comme leader de la justice sociale, puis les finalistes et le vainqueur sont sélectionnés par un comité composé de légendes de la NBA, de dirigeants et de leaders de la justice sociale. Le gagnant choisit ensuite une association de son choix qui reçoit une contribution de 100 000 dollars en son nom. Les quatre autres finalistes choisissent une association pour recevoir 25 000 dollars. Le prix est semblable à celui de Walter Payton Man of the Year Award de la National Football League (NFL), dans lequel chaque équipe nomme un candidat qui a excellé dans le travail de bienfaisance.
À l'issue de la saison 2020-2021, Carmelo Anthony devient le premier lauréat du prix.

## Palmarès
| Joueur | Joueur étant toujours en activité à la NBA. |

| Saison    | Joueur             | Nationalité            | Équipe                    | Réf.  |
| --------- | ------------------ | ---------------------- | ------------------------- | ----- |
| 2020-2021 | Carmelo Anthony    | États-Unis             | Trail Blazers de Portland | [ 5 ] |
| 2021-2022 | Reggie Bullock     | États-Unis             | Mavericks de Dallas       | [ 6 ] |
| 2022-2023 | Stephen Curry      | États-Unis             | Warriors de Golden State  | [ 7 ] |
| 2023-2024 | Karl-Anthony Towns | République dominicaine | Timberwolves du Minnesota | [ 8 ] |
| 2024-2025 | Jrue Holiday       | États-Unis             | Celtics de Boston         | [ 9 ] |